# Хейсі Вільяреаль
Хейсі Вільяреаль (ісп. Heysi Villarreal, 26 серпня 1986) — кубинська плавчиня.
Учасниця Олімпійських Ігор 2008 року.